# Bandkeramischer Brunnen von Plaußig
Der Bandkeramische Brunnen von Plaußig wurde vom Landesamt für Archäologie Sachsen im Zuge der Erschließung des zukünftigen BMW-Geländes in Leipzig-Plaußig im Jahre 2001 inmitten einer bandkeramischen Siedlung entdeckt. Mit einem Alter von etwa 5300 v. Chr. gehört er zu den frühesten Zeugnissen für den Bandkeramischen Brunnenbau.

## Archäologischer Befund und Bergung
Diese bandkeramische Siedlung war mindestens drei Hektar groß und umfasste mehr als 30 Hausgrundrisse. Auf Grund von sich überschneidenden Hausgrundrissen und dem breiten Spektrum an Keramik kann man auf mehrere Besiedlungsphasen schließen. Ein im Zentrum befindlicher Brunnen diente als Wasserversorgung.
Bedingt durch den großen Zeitdruck nach der Entdeckung wurde der Brunnenschacht im Jahre 2002 mittels Blockbergung gesichert. Im Dresdner Landesamt für Archäologie wurde der Brunnen unter besten Laborbedingungen freigelegt und restauriert.
Der Brunnenschacht in Leipzig-Plaußig ist der älteste Brunnen Deutschlands. Nach einer dendrochronologischen Datierung wurden die ältesten verbauten Bohlen, bestehend aus Eichenholz, im Winterhalbjahr 5259/58 v. Chr. gefällt und einige Wochen später verwendet. Bis zu 230 Jahre alte Eichen waren der Rohstoffgeber der verbauten Bohlen.
Der Brunnen wurde in einer Tonlinse angelegt, die noch 4,5 Meter an Tiefe maß. Ähnlich wie in anderen bandkeramischen Brunnenanlagen wurde auch hier ein Holzschacht eingebaut, zudem gab ein kleinerer Holzschacht Hinweis auf eine Erneuerung des Brunnens. Die bis zur Gegenwart anhaltende Feuchthaltung des Brunnens ließ organische Materialien erhalten.

## Blockbergung
Im ersten Schritt trennte man die Brunnenanlage von umgebenden Sedimenten. Das instabile Gebilde wurde mit mehreren Schichten Wickelfolie stabilisiert und Hohlräume wurden mit Styropor und Bauschaum ausgefüllt. Der Witterung geschuldet, verwendete man eine Stahlplatte zur Absicherung der Grundfläche zusätzlich zu der Rohrfassung. Ein Konstrukt von T-Trägern in den Rohren und quer dazu, erlaubte die Hebung der 21 Tonnen schweren Brunnenanlage.

## Freilegung
Die Erfassung des Brunnens erfolgte über ein Tachymeter. Damit ist eine relativ schnelle Auf- und Einmessung der Konstruktionshölzer und aller im Brunnen befindlichen Funde möglich. Da die Hölzer Jahrtausende von Sauerstoff abgeschlossen waren, musste man dem nun unumgänglichen Kontakt mit Luft durch das Bestäuben mit Wasser entgegenwirken. Es war nach der sorgfältigen Freilegung und Vermessung möglich, ein 3-D-Model zu erstellen und den Brunnen wieder aufzubauen.
Auf dem Bodengrund fand man Reste organischen Ursprungs, identifiziert als Bastreste und Schnüre sowie ein Tongefäß, das von einem Bastnetz ummantelt ist.

## Verarbeitung
Bei der Brunnenanlage erkennt man die ausgereifte Zimmermannstechnik der bandkeramischen Menschen. Die Hölzer der untersten Lage wurden mit Zapfenverbindungen zusammengefügt. Dies sorgt für eine zusätzliche Stabilisierung. Durch alte Konstruktionselemente und Brandspuren konnte man darauf schließen, dass auch alte, schon verwendete Bohlen für die Brunnenerneuerung, den jüngeren Holzkasten, verwendet wurden. Man zerlegte und verwendete sogar die Bohlen des alten Holzschachts. Aufgrund der wiederverwendeten alten Hölzer und der Neuverwendung von weniger optimalen Bohlen kann man darauf schließen, dass zu diesem Zeitpunkt ein Mangel an geeigneten Hölzern herrschte, im Gegensatz zum Erstbau.

## Ausstellung
Zahlreiche Funde aus der Plaußiger Brunnengrabung sind Teil der archäologischen Dauerausstellung im Staatlichen Museum für Archäologie Chemnitz.